# Acrididea
Infra-ordre
Les Acrididea sont un infra-ordre d'insectes orthoptères.

## Classification
Selon Orthoptera Species File (28 juin 2018) :
- groupe Acridomorpha
  - super-famille Acridoidea MacLeay, 1821
  - super-famille Eumastacoidea Burr, 1899
  - super-famille Pneumoroidea Thunberg, 1810
  - super-famille Proscopioidea Serville, 1838
  - super-famille Pyrgomorphoidea Brunner von Wattenwyl, 1874
  - super-famille Tanaoceroidea Rehn, 1948
  - super-famille Trigonopterygoidea Walker, 1870
  - super-famille †Locustopsoidea Handlirsch, 1906
- et
  - super-famille Tetrigoidea Rambur, 1838